# 1931-es magyar asztalitenisz-bajnokság
Az 1931-es magyar asztalitenisz-bajnokság a tizenötödik magyar bajnokság volt. A bajnokságot április 2. és 6. között rendezték meg Budapesten, a Vigadóban (a selejtezőt az MTK helyiségében).

## Eredmények
| Versenyszám  | Arany                                   | Arany | Ezüst | Ezüst | Bronz                    | Bronz |
| ------------ | --------------------------------------- | ----- | --- | ----- | ------------------------ | ----- |
| Férfi egyéni | Szabados Miklós MTK                     |       | Barna Viktor MTK |       | Kelen István VS Praha    |       |
| Női egyéni   | Sipos Anna BSE                          |       | Gál Magda Kitartás EAC |       | Josefine Kolbe Badner AC |       |
| Férfi páros  | Barna Viktor, Szabados Miklós MTK       |       | Glancz Sándor, Boros István egyesületen kívüli, MTKErwin Kohn , Jindřich Lauterbach Badner AC , ?Nyitrai Béla, Házi Tibor BSE |       |                          |       |
| Női páros    | Sipos Anna, Gál Magda BSE, Kitartás EAC |       | Josefine Kolbe , Marietta Benesch Badner AC , Wiener AC                                                                       |       | Zaláné, Darvasné MTK     |       |
| Vegyes páros | Barna Viktor, Sipos Anna MTK, BSE       |       | Szabados Miklós, Marietta Benesch MTK, Wiener AC                                                                              |       | Boros István, Zaláné MTK |       |